# Bayerischer Hotel- und Gaststättenverband
Der Bayerische Hotel- und Gaststättenverband DEHOGA e.V. (BHG) mit Sitz in München ist ein Unternehmer- und Wirtschaftsverband der Hotellerie und Gastronomie in Bayern. Er ist Landesverband des Deutschen Hotel- und Gaststättenverbandes (DEHOGA).

## Geschichte
Der Bayerische Hotel- und Gaststättenverband wurde 1946 als Landesverein des Bayerischen Gastgewerbes in München gegründet. Am 6. Dezember 1949 war er Gründungsmitglied der DEHOGA.

## Verband
Der Bayerische Hotel- und Gaststättenverband DEHOGA e.V. (BHG) vertritt die Hotellerie und Gastronomie in Bayern, einer Dienstleistungsbranche mit überwiegend mittelständischer Prägung. Präsidentin des Verbands ist Angela Inselkammer. Ehrenpräsidenten des BHG sind Ludwig Hagn und Siegfried Gallus.
Der BHG gliedert sich regional in 75 Landkreise und 7 Bezirke mit entsprechenden Geschäftsstellen sowie der Hauptgeschäftsstelle. Er vertritt über 40.000 Hoteliers und Gastronomen mit 447.000 Erwerbstätigen und rund 10.000 Auszubildenden.
Als Unternehmer- und Berufsorganisation nimmt der Verband die Interessen von Hotellerie und Gastronomie in Bayern wahr. Er vertritt sie in den Bereichen Arbeitsmarkt- oder Tarifpolitik, Aus- und Weiterbildung, Recht und Steuern, Umweltschutz und Urheberrecht.

## Auszeichnungen und Wettbewerbe
- Hotelklassifizierung durch die Tochtergesellschaft der BTG Bayern Tourist GmbH
- Klassifizierung „Ausgezeichnete Bayerische Küche“ und  „Ausgezeichnete Bayerische Küche in Franken“
- „Goldene BierIdee“: verliehen seit dem Jahr 1999 durch den Bayerischen Brauerbund und den Bayerischen Hotel- und Gaststättenverband[3]